# إلوين برونو كريستوفل
إلوين برونو كريستوفل (بالألمانية: Elwin Bruno Christoffel)‏ (و. 1829 – 1900 م) هو رياضياتي، وفيزيائي، وأستاذ جامعي من ألمانيا . ولد في مونشاو .
وكان عضواً في الأكاديمية البروسية للعلوم .
توفي في ستراسبورغ ، عن عمر يناهز 71 عاماً.